# حارة المهاجرين (صنعاء)

تعديل مصدري - تعديل

حارة المهاجرين هي إحدى حارات حي القلفان بمديرية السبعين إحد مديريات العاصمة اليمنية صنعاء، بلغ تعداد سكانها 7819 نسمة حسب تعداد اليمن لعام 2004.